# Греция на летних Олимпийских играх 1956
Греция на летних Олимпийских играх 1956 года в Мельбурне (Австралия) была представлена 13 спортсменами, которые приняли участие в 5 видах спорта. Греческие спортсмены принимали участие во всех летних Олимпийских играх с 1896 года. На Играх в Мельбурне сборная Греции завоевала одну бронзовую медаль, что позволило занять 35-е место в неофициальном медальном зачёте. Её обладателем стал легкоатлет Георгиос Рубанис, ставший третьим в прыжках с шестом. Ему же было доверено право нести национальный флаг на церемонии открытия Игр. Эта медаль стала первой для Греции с 1920 года, когда греческая сборная стала серебряным призёром в командных соревнованиях по стрельбе.

## Медали
| Бронза |                  |                                            |           |
| №      | Спортсмены       | Вид спорта (дисциплина)                    | Дата      |
| 1      | Георгиос Рубанис | Лёгкая атлетика (прыжки с шестом, мужчины) | 26 ноября |

## Состав сборной
Академическая гребля
1. Никос Хациякунис

 Борьба
1. Антониос Георгулис
2. Спирос Дефтераиос

 Лёгкая атлетика
1. Эвангелос Депастас
2. Иоаннис Камбаделис
3. Димитриос Константинидис
4. Георгиос Папавасилеу
5. Георгиос Рубанис
6. Георгиос Цаканикас

 Парусный спорт
1. Спирос Бонас
2. Стелиос Бонас

 Стрельба
1. Иоаннис Куцис
2. Вангелис Хрисафис

## Результаты соревнований

### Академическая гребля
В следующий раунд из каждого заезда проходили несколько лучших экипажей (в зависимости от дисциплины). В финал A выходили 4 сильнейших экипажей.
Мужчины
| Соревнование | Спортсмены       | Предварительный заезд | Предварительный заезд | Предварительный заезд | Отборочный заезд | Отборочный заезд | Отборочный заезд | Полуфинал            | Полуфинал            | Полуфинал            | Финал                | Финал                |
| Соревнование | Спортсмены       | Заезд                 | Время                 | Место                 | Заезд            | Время            | Место            | Заезд                | Время                | Место                | Время                | Место                |
| ------------ | ---------------- | --------------------- | --------------------- | --------------------- | ---------------- | ---------------- | ---------------- | -------------------- | -------------------- | -------------------- | -------------------- | -------------------- |
| одиночки     | Никос Хациякунис | 2                     | 7:51,5                | 4                     | 1                | 11:00,4          | 2                | завершил выступление | завершил выступление | завершил выступление | завершил выступление | завершил выступление |